# Bílá (Moravia-Slesia)
Bílá (in tedesco Bila) è un comune della Repubblica Ceca facente parte del distretto di Frýdek-Místek, nella regione della Moravia-Slesia.